# Будников Михайло Сергійович
Миха́йло Сергі́йович Бу́дников (нар. 23 травня (5 червня) 1904, Київ — 4 березня 1966, Київ) — український радянський учений в області технології будівельного виробництва і організації будівництва, доктор технічних наук (з 1952 року), професор (з 1952 року), заслужений діяч науки і техніки УРСР (10.07.1964).

## Біографія
Народився 24 травня (5 червня) 1904 року в Києві. У 1927 році закінчив Київський політехнічний інститут, після чого працював на підприємствах Донбасу, Харкова та інших.
У 1935–1941 і 1946–1966 роках — викладач Київського інженерно-будівельного інституту (з 1952 року — професор), у 1947–1963 роках — директор Науково-дослідного інституту організації і механізації будівельного виробництва.

Могила Михайла Будникова

Помер 4 березня 1966 року. Похований в Києві на Байковому кладовищі.

## Праці
Основні праці з теорії та практиці потокової організації будівництва. Твори:
- «Потокове будівництво селищ» (Київ, 1949);
- «Основи поточного будівництва» (Київ, 1961, співавтор);
- «Технологія і організація зведення будівель і споруд» (Київ, 1964; спільно з А. П. Обозним).

## Нагороди
Нагороджений двома орденами Червоної Зірки, орденом Трудового Червоного Прапора, орденом «Знак Пошани» та медалями. Заслужений діяч науки і техніки УРСР (10.07.1964).